# Tokyo Big Sight
Tokyo Big Sight (東京ビッグサイト; Tōkyō Biggu Saito), oficialmente conhecido como Centro de Exibição Internacional de Tóquio, é um centro de convenções em Tóquio, no Japão, o maior do país. Inaugurado em abril de 1996, o centro está localizado no distrito de Ariake e sua característica mais icônica é a torre de conferência visualmente distinta.
O centro foi um local planejado para os Jogos Olímpicos de Verão de 2020, mas cortes de fundos públicos forçaram a comissão de organização para escolher um local alternativo para esses eventos. Em vez disso, serviu como centro de transmissão principal e centro de imprensa para o evento.
O elemento arquitetônico mais associado ao nome Tokyo Big Sight, a Conference Tower de vidro e titânio aparece como um conjunto de quatro pirâmides invertidas montadas em grandes suportes. O primeiro andar compreende uma sala de recepção com 1100 lugares e quatro salas de conferências de vários tamanhos. O segundo andar compreende a Praça de Entrada, principal área de acesso, a Praça de Eventos com cobertura de vidro, o Hall de Entrada que dá acesso às salas de exposições, e a Praça de Exposições.